# Élection présidentielle albanaise de 2012
L'élection présidentielle albanaise de 2012, un scrutin de type indirect réalisé le Parlement unicaméral, s'est déroulée sur 4 tours de scrutin. Il a fallu en conséquence convoquer le Parlement quatre fois : les 30 mai, 4, 8 et 11 juin 2012.
Le président sortant, Bamir Topi, issu du Parti démocrate, de droite, a refusé de se représenter.
Le président de la République est élu pour cinq ans et possède, dans ce régime parlementaire, outre les fonctions régaliennes, des attributions dans le système judiciaire, ainsi que le titre de Chef des armées.
Le Parlement sans majorité claire fut incapable de se trouver un président de la République qui recueillerait les trois-cinquièmes des suffrages. Il fallut attendre que la majorité qualifiée ne soit plus requise, au quatrième tour, pour qu'un candidat de la droite, Bujar Nishani soit élu.
C'est tout à la déception des institutions européennes qui avaient appelé à la désignation d'un candidat de large consensus, pour avancer dans l'intégration européenne.

## Loi électorale
- l'élection se fait à la majorité qualifiée des trois-cinquièmes
- après trois tours, la majorité absolue suffit
- cependant, si cinq tours de scrutin n'aboutissent pas, l'Assemblée est dissoute

La dernière mesure est cruciale : en 2007, la majorité qualifiée fut acquise au quatrième tour, avec des voix de l'opposition post-communiste, alors que se rapprochait la possibilité d'une élection anticipée.

## Composition du Parlement
La chambre unique du Parlement qui devait élire le président de la République en 2012 fut renouvelée en 2009. Le scrutin était de type proportionnel, et la distribution des sièges était la suivante :
| Coalitions                                            | Sièges |
| ----------------------------------------------------- | ------ |
| Alliance pour le changement (Aleanca për Ndryshim)    | 70     |
| Union pour le changement (Bashkimi për Ndryshim)      | 66     |
| Alliance socialiste (Aleanca Socialiste për Integrim) | 4      |

Non seulement aucune coalition n'a la majorité absolue pour gouverner, mais les socialistes n'ont pas reconnu la légitimité du scrutin, qui s'est joué à quelques voix. De fait, le système politique vit une crise prolongée.
Il existe différents partis dans chaque coalition, ce qui peut permettre de débloquer des situations - ce sera le cas au quatrième tour.

## Choix des candidats et campagne
Les différents partis eurent beaucoup de mal à s'accorder sur leurs propres candidats. Les différents paliers (84 voix, puis 71, puis dissolution) permettent de véritables stratégies.

## Déroulement
Les trois premières séances n'aboutirent à rien : l'Assemblée ne vota même pas, tant les dissensions étaient fortes et aucun candidat ne paraissait en mesure d'avoir la majorité qualifiée.
Le candidat choisi par la coalition de droite au gouvernement, Xhezair Zaganjori, fut rejeté par le Parti socialiste. Sans même la possibilité d'une majorité absolue, il retira sa candidature après le troisième tour.
Au quatrième tour, différents candidats sont discutés en comités restreints. Artan Hoxha, journaliste, se retire, mécontent des conditions, bien qu'il soit devenu favori. La coalition de droite, qui peut plus aisément recueillir la voix qui lui est manquante grâce à la menace de dissolution après le cinquième tour, finit par présenter le ministre de l'Intérieur Bujar Nishani.

## Résultats
|                        | Bujar Nishani          | PDSh                   | Pas de candidats | Pas de candidats | Pas de candidats | Pas de candidats | Pas de candidats | Pas de candidats | 73      | 98,65   |  |  |
|                        | Contre                 | Contre                 | Pas de candidats | Pas de candidats | Pas de candidats | Pas de candidats | Pas de candidats | Pas de candidats | 1       | 1,35    |  |  |
|                        |                        |                        |                  |                  |                  |                  |                  |                  |         |         |  |  |
| Majorité requise       | Majorité requise       | Majorité requise       | 84 voix          | 84 voix          | 84 voix          | 84 voix          | 84 voix          | 84 voix          | 71 voix | 71 voix |  |  |
|                        |                        |                        |                  |                  |                  |                  |                  |                  |         |         |  |  |
| Votes valides          | Votes valides          | Votes valides          |                  |                  |                  |                  |                  |                  | 74      | 97,37   |  |  |
| Votes blancs et nuls   | Votes blancs et nuls   | Votes blancs et nuls   | 2                | 2,63             |                  |                  |                  |                  |         |         |  |  |
| Total                  | Total                  | Total                  | 76               | 100              |                  |                  |                  |                  |         |         |  |  |
| Abstention             | Abstention             | Abstention             | 64               | 45,71            |                  |                  |                  |                  |         |         |  |  |
| Inscrits/Participation | Inscrits/Participation | Inscrits/Participation | 140              | 54,29            |                  |                  |                  |                  |         |         |  |  |